# Verwaltungsgemeinschaft Westliche Börde
Die Verwaltungsgemeinschaft Westliche Börde war eine Verwaltungsgemeinschaft im Landkreis Börde in Sachsen-Anhalt.

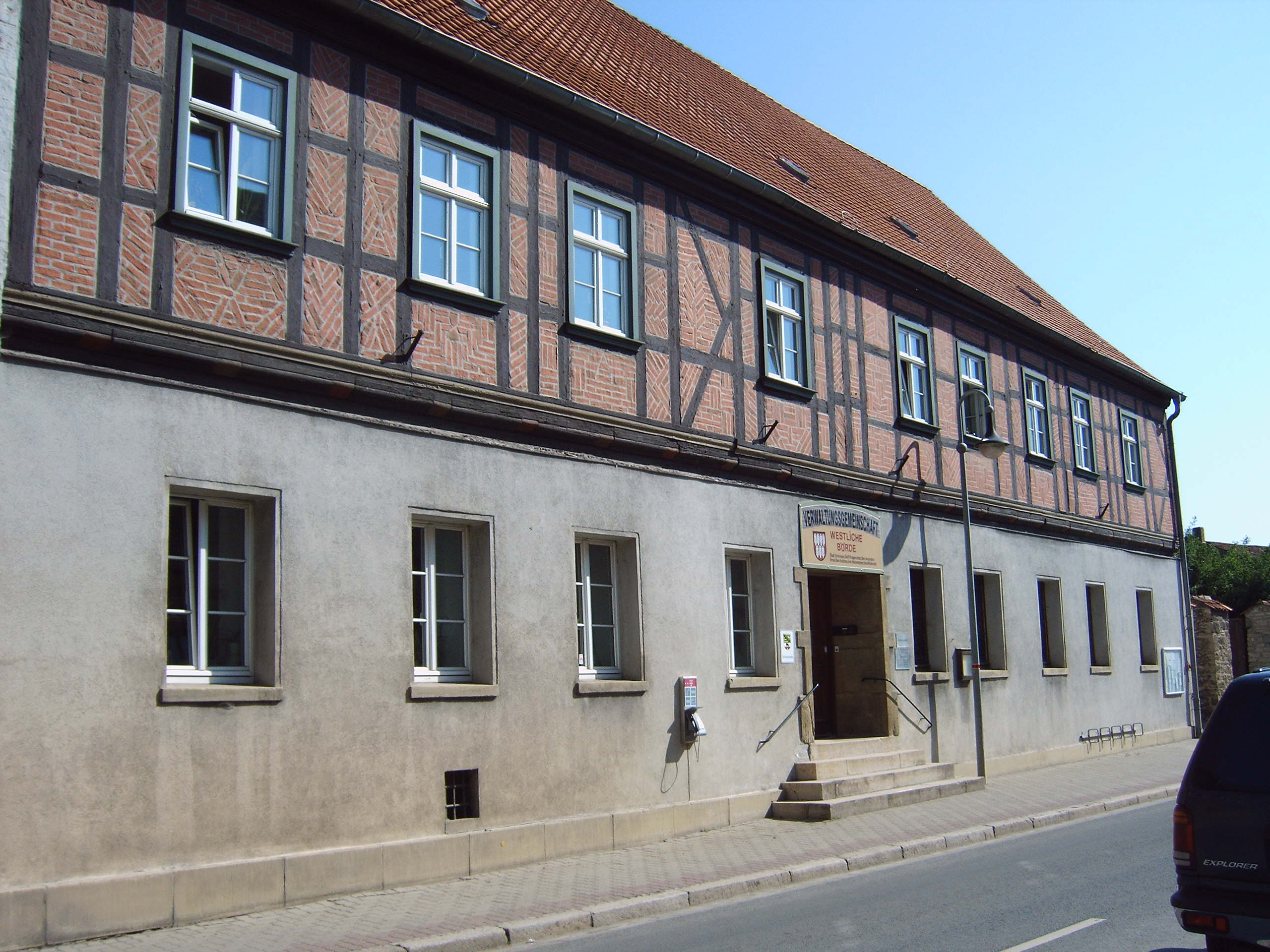
Verwaltungssitz der Verwaltungsgemeinschaft in Gröningen

Die VG wurde am 1. Januar 2005 aus den Gemeinden der aufgelösten Verwaltungsgemeinschaften Hamersleben und Gröningen gebildet, gleichzeitig wurde Ohrsleben nach Hötensleben (VG Obere Aller) eingemeindet.
Am 1. Januar 2010 wurde die VG, aufgrund der Neugründung der Verbandsgemeinde Westliche Börde aufgelöst.

## Die ehemaligen Mitgliedsgemeinden mit ihren Ortsteilen
- Am Großen Bruch mit Gunsleben, Hamersleben, Neudamm und Neuwegersleben
- Ausleben mit Ottleben, Üplingen und Warsleben
- Stadt Gröningen mit Dalldorf, Großalsleben, Heynburg, Kloster Gröningen und Krottorf
- Stadt Kroppenstedt
- Wackersleben
- Wulferstedt

## Politik

### Wappen
Das Wappen wurde am 4. Juli 2005 durch den Landkreis genehmigt.
Blasonierung: „In Rot sieben (4:3) silberne Kornähren.“
Die neugegründete Verwaltungsgemeinschaft beantragte beim Bördekreis die Übernahme des Wappens der eingegliederten Verwaltungsgemeinschaft Hamersleben.
Das Wappen wurde von der Heraldischen Gesellschaft "Schwarzer Löwe" Leipzig gestaltet.